# Isole di Fearnley
Le isole di Fearnley (in russo Острова Фирнлея, ostrova Firnleja) sono un gruppo di isole russe bagnate dal mare di Kara.
Amministrativamente fanno parte del distretto di Tajmyr del Territorio di Krasnojarsk, nel Circondario federale della Siberia.

## Geografia
Le isole sono situate a circa 30 km dalla penisola del Tajmyr. Fanno parte della Riserva naturale del Grande Artico.
Si tratta di 4 isole che si sviluppano da sud-ovest a nord-est nella parte orientale del mare di Kara. Tra loro distano da 1,5 km a 3 km. Il territorio è coperto da una rada vegetazione tipica della tundra. Il mare attorno alle isole è coperto di ghiaccio, il che le porta ad essere collegate alla terraferma per la maggior parte dell'anno.

## Storia
Le isole sono state scoperte dalla spedizione polare norvegese sulla nave Fram, guidata da Fridtjof Nansen, che le dedicò a Thomas Fearnley, uno dei finanziatori della spedizione, nonché uno dei pionieri nel passaggio dalla navigazione a vela a quella a vapore.

## Isole adiacenti
- Isola Predprjatija (остров Предпрятияo, ostrov Predprjatija) o Isola Moristyj (остров Мористый, ostrov Moristyj), 20 km a nord delle Fearnley, è un'isola rotonda dal diametro di circa 600 m. 77°19′N 100°18′E
- Isola di Levinson-Lessing (остров Левинсон-Лессинга, ostrov Levinson-Lessinga), a sud-est, lungo la penisola del Tajmyr. Chiude a ovest la baia di Palander (бухта Паландера,buchta Palandera) insieme ad altre isolette senza nome. Misura circa 7 km di lunghezza e prende il nome dal geologo russo Franz Jul'evič Levinson-Lessing. 77°01′N 101°17′E
- Isola Lišnij (остров Лишний, ostrov Lišnij), si trova 35 km a sud-sud-est dall'isola meridionale delle Firnley, 25 km a sud-ovest di Levinson-Lessing e a 16 km dalla costa del Tajmyr. Misura 1,3 km di lunghezza e 650 m di larghezza. 76°57′N 100°27′E